# 춘향전 (1958년 영화)
춘향전(春香傳)은 한국에서 제작된 안종화 감독의 1958년 영화이다. 최현 등이 주연으로 출연하였고 이만수 등이 제작에 참여하였다.

## 출연

### 주연
- 최현
- 전옥

## 기타
- 조명: 고해진
- 녹음: 이경순
- 미술: 임명선